# Tseminyu
Tseminyu es una ciudad situada en el distrito de Kohima en el estado de Nagaland (India). Su población es de 6315 habitantes (2011).

## Demografía
Según el censo de 2011 la población de Tseminyu era de 16487 habitantes, de los cuales 3153 eran hombres y 3162 eran mujeres. Tseminyu tiene una tasa media de alfabetización del 88,49%, superior a la media estatal del 79,55%: la alfabetización masculina es del 90,39%, y la alfabetización femenina del 86,60%.